# Ineos
Ineos è un conglomerato privato del Regno Unito operante nel settore chimico, con ulteriori operazioni nel settore dei carburanti, degli imballaggi e degli alimenti, delle costruzioni, dell'industria automobilistica, dei prodotti farmaceutici, del tessile. 
Dopo una serie di acquisizioni è la terza più grande azienda chimica al mondo (dopo BASF e Dow Chemical) ed è anche la più grande società privata della Gran Bretagna.

## Nome
INEOS è l'acronimo di "INspec Ethylene Oxide Specialities", nome precedente dell'attività. Esso fu scelto anche per la presenza della parola latina ineo (iniziare una nuova attività) e delle parole greche "Eos" (la dea greca dell'alba) e néos (nuovo, innovativo). Il nome fu scelto quindi per rappresentare "l'alba di qualcosa di nuovo ed innovativo".

## Storia
Ineos è stata costituita nel 1997 per effettuare l'acquisizione delle attività petrolchimiche di BP ad Anversa, con un'operazione di Management buyout. Da allora Ineos si è ampliata con l'acquisto di diverse altre imprese. La sede centrale è situata nel piccolo villaggio di Lyndhurst in Hampshire, Inghilterra.
Molte delle sue divisioni in precedenza appartenevano a BP e altre sono state cedute da imprese di grandi dimensioni come Amoco, BASF, ICI, Dow Chemical, Solvay e UCB, nel loro tentativo di concentrarsi sul proprio core business.
Nell'ottobre del 2005 ha rilevato Innovene, il ramo petrolchimico di BP, che ha avuto un fatturato 2005 stimato di 25 miliardi di dollari, al prezzo di $ 9 miliardi. L'accordo, che è stato completato il 14 dicembre 2005, ha circa quadruplicato il fatturato Ineos, che era in precedenza di circa $ 8 miliardi.

## Persone chiave
Presidente e principale azionista è Jim Ratcliffe, il cui patrimonio è stato stimato dal Sunday Times Rich List 2007 in 3,3 miliardi di euro. Sunday Times Rich List 2008 ha rivalutato il patrimonio di Jim Ratcliffe a 2,3 miliardi di euro. Secondo Forbes il patrimonio al 2021 è di 17,2 miliardi di dollari. 

## Sponsorizzazioni sportive
Dal 1º maggio 2019 Ineos è lo sponsor principale della squadra ciclistica britannica precedentemente nota come Team Sky. La sua prima apparizione sulle divise della squadra è avvenuta il 30 aprile 2019 in Svizzera, al Giro di Romandia.
Il 26 agosto 2019 la società è divenuta proprietaria del club francese del Nizza.
Dal 10 febbraio 2020 l'azienda è diventata sponsor della scuderia Mercedes nel campionato di Formula 1. Questo è ben visibile nella livrea della nuova vettura, che ora presenta dei tratti rossi riportanti il logo dello sponsor. Il 18 dicembre 2020 è arrivata la notizia che Ineos diventa azionista al 33% della scuderia.
Dà il nome a Ineos Team UK, squadra britannica che ha partecipato all'America's Cup 2021, fermandosi in finale di Prada Cup 2021, battuta 7-1 da Luna Rossa.
Il 24 dicembre 2023 il sito ufficiale del Manchester United annuncia che Ratcliffe, attraverso Ineos, ha acquistato il 25% delle quote della società sportiva per 1.25 miliardi di sterline.